# Membraan van Descemet
De membraan van Descemet of de lamina limitans posterior corneae is de laag gelegen tussen het stroma (lamina propria) en het mesotheel van de cornea (hoornvlies) van het oog. De membraan kan beschouwd worden als de basale membraan van het stroma en wordt aangemaakt door de onderliggende mesotheel cellen, die tevens het tropocollageen aanmaken, dat in overvloed voorkomt in de membraan van Descemet. De laag is ongeveer 7 tot 8 µm dik. 
De membraan is vernoemd naar de Parijse anatoom Jean Descemet (1732-1810). Het wordt ook wel de membraan van Demours genoemd. Een ontsteking van de membraan wordt descemetitis genoemd.